# Eduardo Macià
Eduardo Macià Martínez, nació en (Valencia, 7 de mayo de 1974) es un exfutbolista  y actual director deportivo de fútbol español. Fue director deportivo del Spezia Calcio de la Serie A.

## Trayectoria profesional

### Valencia CF
Macià pasó dos décadas en el Valencia CF como jugador, asesor técnico y como asistente personal del presidente del club, Juan Soler. Anteriormente había trabajado con Rafael Benítez en el Valencia CF, trabajando con los jugadores más jóvenes. Cuando fue director Deportivo en el Valencia CF, Macià tuvo un papel importante en la incorporación del centrocampista brasileño Edu en una transferencia por el poder Bosman. Después de perder su papel de director deportivo de Amedeo Carboni, Macià se le ofreció otro papel en el consejo del club, pero optó irse al Liverpool FC para volver a trabajar con Rafael Benítez.

### Liverpool CF
Macià trabajó entonces en asociación con el director de la academia, Frank McParland, que se convirtió en explorador conjunto. En 2010, tras el nombramiento de Roy Hodgson como director, los rumores indicaron que Macià tenía control significativo sobre las transferencias de Liverpool, que él negó. Macía dejó su papel en Liverpool el 30 de diciembre de 2010 por acuerdo mutuo.

### Olympiacos F.C.
El 28 de abril de 2011, el Olympiacos F.C. anunció que Eduardo fue designado como su nuevo Director Técnico.

### ACF Fiorentina
El 17 de noviembre de 2011 se convirtió en cazatalentos de ACF Fiorentina junto a Pantaleo Corvino. El 26 de mayo de 2012, Macià fue ascendido a Director Técnico de Fiorentina, junto a Daniele Prade.
En su primera temporada en la Fiorentina, Eduardo firmó casi 20 jugadores para construir un nuevo equipo. Cuadrado, Gonzalo Rodríguez, Savic, Rossi o Aquilani fueron algunos de los jugadores que llegaron al club. El equipo terminó en el 4.º puesto, clasificándose para la UEFA Europa League. En su segunda temporada en el club, volvió a alcanzar los goles, clasificándose para la UEFA Europa League después de terminar de nuevo en el 4.º puesto y haber fichado jugadores como Joaquín, Ilicic y Mario Gómez.
Eduardo salió de la Fiorentina en abril de 2015, cuando el equipo se colocó en la sexta posición, justo antes de jugar semifinales de la UEFA Europa League contra el Sevilla FC.

### Real Betis Balompié
Eduardo Macià firmó para el Betis el 8 de abril de 2015, cuando los equipos estaban en la 2.ª División. Después de que el equipo ascendiera a la primera división, con una situación económica difícil, Eduardo construyó un equipo que firma a jugadores talentosos como Germán Pezzella, Petros o Joaquín Sánchez entre otros.
Después de lograr los objetivos de la temporada, hizo un trato con el nuevo presidente para dejar el club en oposición a la mayor parte de la junta y los aficionados.

### Leicester City F.C.
En septiembre de 2016, firmó un contrato con Leicester City F.C., para ocupar el cargo de director deportivo y volver a trabajar con Claudio Ranieri, con quien ya coincidió en el Valencia muchos años atrás.

### Girondins de Burdeos
El 4 de abril de 2019, se convirtió en el director deportivo del club francés.